# Hussein al-Ibraheemi
Hussein al-Ibraheemi (* 28. Juni 1998) ist ein irakischer Leichtathlet, der sich auf den Hochsprung spezialisiert hat und in dieser Disziplin den Landesrekord innehat.

## Sportliche Laufbahn
Erste internationale Erfahrungen sammelte Hussein al-Ibraheemi im Jahr 2013, als er bei den Arabischen Jugendmeisterschaften in Kairo mit übersprungenen 1,99 m die Silbermedaille gewann. 2015 belegte er bei den Arabischen Meisterschaften in Manama mit 2,05 m den fünften Platz und im Jahr darauf brachte er bei den Hallenasienmeisterschaften in Doha keinen gültigen Versuch zustande. Anschließend siegte er mit 2,05 m bei den Arabischen Juniorenmeisterschaften in Tlemcen und gewann dann bei den Juniorenasienmeisterschaften in der Ho-Chi-Minh-Stadt mit 2,14 m die Bronzemedaille, ehe er bei den U20-Weltmeisterschaften in Bydgoszcz mit 2,13 m in der Qualifikationsrunde aus. 2017 belegte er bei den Islamic Solidarity Games in Baku mit 2,19 m den vierten Platz und siegte anschließend mit 2,16 m bei den Arabischen Meisterschaften in Radès. Im Jahr darauf gelangte er bei den Hallenasienmeisterschaften in Teheran mit 4,00 m auf den fünften Platz im Stabhochsprung und im August verpasste er bei den Asienspielen in Jakarta mit 2,10 m den Finaleinzug.
2019 siegte er mit 2,17 m bei den Arabischen Meisterschaften in Kairo und gelangte anschließend mit 2,19 m auf den neunten Platz bei den Asienmeisterschaften in Doha. 2023 schied er bei den Hallenasienmeisterschaften in Astana mit 2,05 m in der Qualifikationsrunde aus und im April gewann er bei den Westasienmeisterschaften in Doha mit 2,05 m die Bronzemedaille hinter dem Katari Mutaz Essa Barshim und Fatak Bait Jaboob aus dem Oman. Daraufhin sicherte er sich bei den Arabischen Meisterschaften in Marrakesch mit 2,12 m die Silbermedaille hinter Fatak Bait Jaboob, ehe er bei den Panarabischen Spielen in Algier mit 2,05 m den fünften Platz belegte. 
In den Jahren von 2018 bis 2022 wurde al-Ibraheemi irakischer Meister im Hochsprung.

## Persönlichkeiten
- Hochsprung: 2,20 m, 19. September 2019 in Sulaimaniyya (irakischer Rekord)
  - Hochsprung (Halle): 2,11 m, 28. Januar 2023 in Bursa (irakischer Rekord)